# Hanna Klein
Hanna Klein, née le 6 avril 1993 à Landau in der Pfalz, est une athlète allemande spécialiste des courses de fond et de demi-fond. 

## Carrière
Elle participe à la finale du 1 500 m lors des Championnats du monde d'athlétisme 2017 et termine en 11e position,.
Le 27 août 2017, elle décroche la médaille d'or de l'Universiade à Taipei sur 5 000 m en 15 min 45 s 28.
Le 12 octobre 2018, elle annonce son forfait pour les championnats du monde de Doha (29 septembre - 6 octobre 2019) en raison du calendrier tardif de la compétition et des températures attendues (40 °C).

## Palmarès
| Date | Compétition                            | Lieu     | Résultat | Épreuve | Temps          |
| ---- | -------------------------------------- | -------- | -------- | ------- | -------------- |
| 2017 | Championnats d'Europe par équipes      | Lille    | 2e       | 3 000 m | 9 min 1 s 64   |
| 2017 | Championnats du monde                  | Londres  | 11e      | 1 500 m | 4 min 6 s 22   |
| 2017 | Universiade                            | Taipei   | 1re      | 5 000 m | 15 min 45 s 28 |
| 2018 | Championnats d'Europe                  | Berlin   | finale   | 5 000 m | DNF            |
| 2021 | Championnat d'Europe en salle          | Toruń    | 2e       | 1 500 m | 4 min 20 s 07  |
| 2022 | Championnats d'Europe                  | Munich   | 5e       | 1 500 m | 4 min 05 s 49  |
| 2022 | Championnats d'Europe de cross-country | Turin    | 4e       | seniors | 27 min 19 s    |
| 2023 | Championnats d'Europe en salle         | Istanbul | 1re      | 3 000 m | 8 min 35 s 87  |
| 2024 | Championnats d'Europe                  | Rome     | 6e       | 5 000 m | 14 min 58 s 28 |

## Records
| Épreuve | Performance    | Lieu       | Date         |
| ------- | -------------- | ---------- | ------------ |
| 1 500 m | 4 min 2 s 58   | Nice       | 12 juin 2021 |
| 3 000 m | 8 min 35 s 87  | Istanbul   | 3 mars 2023  |
| 5 000 m | 14 min 51 s 71 | Birmingham | 21 mai 2022  |